# 柏人城遗址
柏人城遗址，位于中国河北省邢台市隆尧县双碑村，1982年7月23日公布为河北省文物保护单位，2013年3月5日公布为第七批全国重点文物保护单位。